# 周仏海
周 仏海（しゅう ふつかい、1897年5月29日〈光緒23年4月28日〉 - 1948年〈民国37年〉2月28日）は、中華民国の財政家・政治家。本名周 福海。汪兆銘政権の有力者。

## 汪兆銘政権参加まで
湖南省生まれ。日本に留学し第七高等学校造士館 (旧制)・京都帝国大学に学ぶ。この頃から共産主義に触れるようになり中国共産党とも接触を持つ。1921年に開催された中共一大会議には日本への留学生を代表する形で参加した。しかし、1924年に帰国すると中国国民党宣伝部秘書になり、共産党と関係を絶つ。
その後、北伐に参加し一時汪兆銘の武漢国民政府に参画するが、その後は戴季陶の庇護を受け、蔣介石の下で三民主義のイデオローグとして活躍、国民党中央執行委員・党中央宣伝部副部長などを歴任。1938年に汪が対日和平を志向して重慶を脱出すると、これに従い汪兆銘政権成立に参加する。1939年8月、中国国民党第6期 (汪派)で執行委員会常務委員に選出された。

## 汪兆銘政権での活動
汪政権成立後は行政院副院長・財政部長・中央政治委員会秘書長・中央儲備銀行総裁・上海市長・上海保安司令・物資統制委員会委員長を歴任した。
汪兆銘亡き後は陳公博が主席となったが、周は陰の実力者の地位を固め、「実質的な後継者」とも評される。

## 戦後の処遇
戦後漢奸として逮捕され、1946年11月7日に死刑の判決を受けるが、特赦により、1947年3月26日、無期徒刑に減刑される。特赦を発表した「国民政府令」によれば、減刑の理由は、「敵寇降伏前後、よく京滬杭一帯の秩序を維持し人民に塗炭の苦を受けしめず、社会の安全に貢献するところ少なくない」とのことであった。1948年2月、南京で収監中に獄死した。

## その他
彼の息子の周幼海は共産党員となった。

## 参考資料
- 『周仏海日記』（訳書はみすず書房、1992年）
- 今井武夫『支那事変の回想』（みすず書房、1964年）
  - 増補改訂され『日中和平工作　回想と証言　1937－1947』に改題、みすず書房で2009年3月に刊行。
- 高橋久志監修　今井貞夫『幻の日中和平工作　軍人今井武夫の生涯』（中央公論事業出版、2007年）